# Ujados
Ujados – gmina w Hiszpanii, w prowincji Guadalajara, w Kastylii-La Mancha, o powierzchni 11,84 km². W 2011 roku gmina liczyła 31 mieszkańców.